# كاكويتشي ميمورا
كاكويتشي ميمورا (三村 恪一) (ولد 16 أغسطس 1931) هو لاعب كرة قدم ياباني شارك في دورة الألعاب الأولمبية الصيفية عام 1956 في ملبورن.

## روابط خارجية
- كاكويتشي ميمورا على موقع ناشيونال فوتبول تيمز (الإنجليزية)
- كاكويتشي ميمورا على موقع عالم كرة القدم.نت (الإنجليزية)
- كاكويتشي ميمورا على موقع أوليمبيديا (الإنجليزية)